# Jemima Yorke, 2.ª Marquesa Grey
Jemima Yorke, 2.ª Marquesa Grey (nascida Jemima Campbell; Copenhague, 9 de outubro de 1723 — 10 de janeiro de 1797) foi uma aristocrata britânica. Ela herdou os títulos de 2.ª Marquesa Grey e de 4.ª Baronesa Lucas de Crudwell. Pelo seu casamento com Philip Yorke, 2.º Conde de Hardwicke, também foi condessa de Hardwicke.

## Família
Jemima foi a única filha e segunda criança nascida de John Campbell, 3.º Conde de Breadalbane e Holland e de Amabel Grey. Os seus avós paternos eram John Campbell, 2.º Conde de Breadalbane e Holland e Henrietta Villiers. Os seus avós maternos eram Henry Grey, 1.º Duque de Kent e Jemima Crew.
Ela teve um irmão mais velho, Henry, que morreu ainda criança, além de dois meio-irmãos do segundo casamento do pai com Arabella Pershall, que eram: George e John, Senhor Glenorchy, marido de Willielma Maxwell.

## Biografia
Jemima nasceu na corte real em Copenhague, onde seu pai serviu como embaixador de 1720 a 1730.
Jemima recebeu o título de 4.ª Baronesa Lucas de Crudwell, no condado de Wiltshire, no dia de seu nascimento. A baronesa foi criada por seu avô materno, ao lado de seus filhas mais novas, Mary e Anne Sophia, na sua casa, em St James's Square. Lá ela conheceu Catherine Talbot, que viria a se tornar uma companhia intelectual e amiga pra vida toda de Jemima.
Aos 16 anos de idade, a baronesa casou-se com o honorável Philip Yorke, de 19 anos, na data de 22 de maio de 1740. Ele era filho de Philip Yorke, 1.º Conde de Hardwicke e de Margaret Cocks.
O casal teve duas filhas. Em 1734, ela era considerada a provável herdeira das propriedades de Wrest Park, em Bedfordshire; Burbage, em Leicestershire; Colchester, em Essex, e Crudwell, em Wiltshire, que pertenciam ao seu avô, o duque de Kent.
Em 5 de junho de 1740, ela sucedeu como a 2.ª Marquesa Grey, após a morte de seu avô materno. Em 6 de março de 1674, a partir da ascensão do marido, Jemima tornou-se a nova condessa de Hardwicke.
O conde faleceu em 16 de maio de 1790, deixando a marquesa viúva.
A marquesa faleceu em 10 de janeiro de 1797, aos 73 anos, em St James's Square. Em 21 de janeiro, foi enterrada no Mausoléu de Grey na Igreja Flitton, no mesmo monumento dedicado a seu marido.
Devido a ausência de herdeiros do sexo masculino, o Marquesado de Grey foi extinto, porém, sua filha mais velha foi criada Condessa de Grey de West.

## Descendência
- Amabel Yorke (22 de janeiro de 1751 – 4 de maio de 1833), foi esposa de Alexander Hume-Campbell, 1.º Barão Hume de Berwick, mas não teve filhos;
- Mary Jemima Yorke (9 de fevereiro de 1757 – 7 de janeiro de 1830), foi esposa de Thomas Robinson, 2.º Barão Grantham, com quem teve três filhos.